# Landreva kuveni
Landreva kuveni är en insektsart som beskrevs av Fernando 1964. Landreva kuveni ingår i släktet Landreva och familjen syrsor. Inga underarter finns listade i Catalogue of Life.